# Oligodon hamptoni
Espèce
Statut de conservation UICN

 DD  : Données insuffisantes
Oligodon hamptoni est une espèce de serpent de la famille des Colubridae.

## Répartition
Cette espèce est endémique de Birmanie. Elle se rencontre dans la région de Sagaing entre 300 et 1 500 m d'altitude.

## Description
L'holotype de Oligodon hamptoni, un mâle,  mesure 540 mm dont 70 mm pour la queue.

## Étymologie
Son nom d'espèce lui a été donné en l'honneur d'Herbert Hampton.

## Publication originale
- Boulenger, 1918 : Description of a new snake of the genus Oligodon from Upper Burma. Proceedings of the Zoological Society of London, vol. 1918, p. 9-10 (texte intégral).